# 臺灣光谷
臺灣光谷是指在2015年時臺中市政府在臺中市所推行的光電產業園區計畫，往後改以「臺灣光谷論壇在臺中」進行光學產官學討論。

## 背景
根據統計，全世界的光電產業便預估在2015年時可以達到4,765億美元，而中華民國自身產值也可達到新台幣23,000億元。但儘管中華民國在光電產業上仍較大韓民國具有優勢，卻面臨著大韓民國等廠商的不斷發展。而在這當中，臺中市的光學廠商儘管數量較少但是具有極高的產值，其中光學產業的產值便占全國的80%。而過去臺中市政府曾經基於交通考量而將臺灣大道一段改為單行道，自此民眾感到生意下滑；與此同時臺中市政府認為必須盡快展開籌備，否則當產業離開並且在別處建立據點後就很難重新設立據點。
而臺中市政府認為在原先即為臺灣光電重要的產業聚落基礎上，建立類似美國矽谷、中華人民共和國武漢東湖新技術產業開發區的產業園區，透過此一臺灣中部地區光電產業交流平台而有助於台灣光電相關產業科技整合，並且發揮集體效應。對此臺中市副市長張光瑤在2015年12月前往臺南市勘查後，發現當地在原有建築內部改設成為民宿，對於當地把文化基因與建築結合的作法留下深刻印象。因此他與臺中市市長林佳龍達成共識，認為整體上仍希望形成產業聚落以促使企業能夠在中區投資，而個體部分則會與住戶商談並且希望用戶能夠與臺中市政府配合。
臺中市政府經濟發展局在確定以臺中市為核心建立新的光電產業園區後，將其命名為「臺灣光谷」。其中臺中市政府經濟發展局經過評估後，認為許多著名高端光學鏡頭領導廠商和發光二極體知名廠商皆長期於臺灣中部地區發展，並起計畫藉著聯合國教科文組織將2015年訂為「國際光之年」的機會予以推廣。其中為了響應2015年「國際光之年」，臺中市政府希望藉由臺灣燈會進一步推廣「臺灣光谷」的品牌，讓燈會從文化觀光活動轉變成為城市產業發展計畫的一環，並且讓國際社會看到臺中市的光電產業實力。

## 籌備
2015年1月9日，臺中市副市長張光瑤在接受全國廣播訪問時與主持人談論臺中市未來產業前景，其中他表示除了鞏固並持續發展臺中市既有的精密機械產業外，也將強化發展運動產業與光電產業，並且進一步在臺中市推動臺灣光谷計畫。到了1月13日，臺中市政府邀請60多家廠商以及學界代表召開「台灣光谷促進會」籌備會，針對計畫目標方向進行討論。其中參與這次籌備會的廠商包括有大立光電、合盈光電、亞洲光學、玉晶光電、今國光學等企業，以及發光二極體廠商晶元光電和億光、車燈廠商帝寶工業、半導體公司台灣積體電路製造公司、個人電腦製造公司宏碁等。
在臺中市副市長張光瑤主持下，會議中決議由臺中市政府作為中心並且與光電產業業者共組「台灣光谷促進會」交流平台；並且希望能夠結合中華民國科技部和中華民國經濟部的力量，以促進臺灣光電產業的快速發展。同時有業者表示單純只憑藉臺中市政府的力量也不足，認為需要獲得中華民國政府以及學界的支持進行，而許多位在中部科學工業園區臺中市多個基地的著名光電業者都可以予以整合。財團法人國家實驗研究院儀器科技研究中心主任葉哲良對此表示臺中市具有一定水準德機械設備，具有發展光學科技的潛力；國立中央大學光電科學與工程學系教授李正中強調光學科技是長期發展，認為臺中市政府應當結合學界並且向中華民國經濟部提出援助，才能夠讓業界有更好的長期發展。
到了3月5日，臺中市政府趁著在烏日區舉辦2015年度臺灣燈會的機會，與中華民國光電學會合作在台中車站的產業科技燈區舉辦「台灣光谷主燈愛因斯坦」點燈儀式，並宣誓臺灣光谷計畫正式啟動。到了3月30日，「2015 IYL國際光之年主題花燈」將移置臺北市政府市政大樓，並且邀臺灣光電企業認養。同時臺中市政府則每2個月舉辦教育展覽與博覽會，到了6月更邀請重要光電企業領導人舉辦「台灣光谷國際論壇」。並且還會計畫舉辦超過百場的光電演講與大學光電營。同時臺中市政府也積極加強臺中市與國際光電產業合作，爭取成為國際光電產業海外運籌的重要據點之一。